# 周文育
周 文育（しゅう ぶんいく、天監8年（509年）- 永定3年5月30日（559年7月19日））は、南朝梁から陳にかけての軍人。字は景徳。本貫は義興郡陽羡県。

## 経歴
文育はもとの姓を項、名を猛奴といい、はじめ新安郡寿昌県に居住していた。貧家に生まれて、幼くして父を失った。11歳で数里を遊泳することができ、56尺の高さを跳ぶなど、身体能力の高さは群を抜いていた。義興郡の周薈が寿昌県の浦口戍主となったとき、猛奴を見出して養子とした。周薈が任期を終え、猛奴を連れて建康に帰ると、太子詹事の周捨に引き合わせて、新たに名を文育、字を景徳とつけてもらった。周薈の兄の子の周弘譲が文育に読み書き計算を教えた。文育は学問を好まず、周弘譲が騎射を教えると喜んだ。
周薈は司州刺史の陳慶之と同郡の出身であり、仲も良かったため、周薈は陳慶之の下で前軍軍主となった。陳慶之は周薈に500人の兵を与えて新蔡郡の懸瓠に派遣し、白水蛮を慰労させた。白水蛮は周薈を捕らえて北魏につこうと図り、その計画が知れると、周薈は文育とともに抗戦した。文育は周薈の隊の先頭に立って戦い、1日に数十回も交戦して、その武勇は軍中でもっとも優れていた。周薈が戦死すると、文育はその遺体を奪回した。夕方に両軍が引き揚げると、文育は身に9カ所の傷を負っていた。傷が癒えると、陳慶之の許可を得て義興郡に帰り、養父の葬儀を営んだ。
盧安興が広州南江督護となると、文育はこれに同行した。俚や獠といった南方の少数民族を征討して功績を挙げ、番禺県令に任じられた。盧安興が死去すると、文育は引き続いてその子の盧子雄に仕えた。大同8年（542年）、文育は杜僧明とともに広州を包囲したが、陳霸先に敗れて捕らえられた。陳霸先は文育を釈放した。
王勱が広州の留守を預かると、文育はその下で長流参軍となり、軍事を任された。王勱が建康に帰ると、文育は王勱についていこうとしたが、大庾嶺で会った卜者の勧めに従って広州にもどった。陳霸先は高要にいたが、文育が広州に帰ってきたと聞いて、人を派遣して迎えさせ、麾下に加えた。
太清3年（549年）、陳霸先が侯景を討つために北伐を開始すると、文育は杜僧明とともに前軍をつとめ、蘭裕を撃破し、欧陽頠を救援するのに、いずれも功績があった。大宝元年（550年）、陳霸先が蔡路養を南野で討ったとき、文育は蔡路養の包囲を受けた。乗馬を失いながらも包囲を突破し、杜僧明と合流して再び進軍すると、蔡路養を撃破した。文育は陳霸先の下で府司馬となった。
李遷仕が大皋に拠り、その部将の杜平虜が灨石・魚梁に入って城を建てると、文育は陳霸先の命を受けて杜平虜を攻撃した。杜平虜が城を棄てて敗走すると、文育は城を占拠した。李遷仕は杜平虜の敗北を知ると、老弱の兵を大皋を残して、自らは精兵を選んで文育を攻撃した。文育と李遷仕のあいだの戦いは一進一退があったが、杜僧明が陳霸先の命を受けて来援し、李遷仕の水軍を別に破ったため、李遷仕の戦線は崩壊し、大皋を避けて新淦に敗走した。文育は南朝梁の元帝により仮節・雄信将軍・義州刺史に任じられた。李遷仕が劉孝尚とともに再び陳霸先を攻撃しようと図ると、文育は侯安都・杜僧明・徐度・杜稜らとともに白口に築城して李遷仕をはばんだ。大宝2年（551年）、文育はたびたび出戦して、ついに李遷仕を捕らえた。
陳霸先が南康郡を出立するにあたって、文育は5000の兵を動員して水路を開通させた。侯景の部将の王伯醜が豫章郡に拠ると、文育はこれを撃破して豫章を占拠した。前後の戦功により、游騎将軍・員外散騎常侍の位を受け、東遷県侯に封じられた。
大宝3年（552年）、陳霸先の軍が白茅湾に到達すると、文育は杜僧明とともに軍の先頭に立ち、南陵と鵲頭の諸城を平定した。姑孰に入って、侯景の部将の侯子鑑と戦い、これを撃破した。侯景の乱が平定されると、文育は通直散騎常侍の位を受け、南移県侯に改封され、信義郡太守に任じられた。南丹陽郡太守・蘭陵郡太守・晋陵郡太守を歴任し、智武将軍・散騎常侍の位を受けた。
紹泰元年（555年）、文育は軍を率いて陳蒨と呉興郡で合流し、杜龕を撃破した。紹泰2年（556年）、会稽郡に進軍して太守の張彪を襲い、その郡城を奪った。陳蒨が張彪の襲撃を受けると、城北香巌寺に駐屯していた文育のところに逃げこみ、ともに柵を立てて防備した。ほどなく張彪が攻めてくると、文育は奮戦して撃破し、張彪の乱を平定した。
侯瑱が江州に拠ったため、文育は陳霸先の命を受けて侯瑱を討った。そのまま都督南豫州諸軍事・武威将軍・南豫州刺史に任じられ、侯瑱の逃げこんだ湓城を攻撃した。決着しないうちに、徐嗣徽が北斉の軍を率いて長江を渡り、蕪湖を占拠したため、文育は召還の命を受けた。徐嗣徽は青墩に艦隊を集結させ、七磯に進軍したため、文育は建康への帰路をさえぎられた。文育は徐嗣徽の艦隊の後方で殿軍をつとめていた鮑砰を襲撃して斬り、その艦を奪った。このころ陳霸先は白城で徐嗣徽と対陣していたが、逆風のために攻撃をためらっていた。文育が合流すると、古い兵法にこだわらず決戦を急ぐよう進言し、自ら槊を取って乗馬して進撃すると、軍もその後を続いて進み、まもなく風向きも変わって敵数百人を殺傷した。徐嗣徽が莫府山に陣を移すと、文育も陣を移して対峙した。文育の戦功が最も高く、平西将軍の号を加えられ、爵位は寿昌県公に進んだ。
太平2年（557年）、広州刺史の蕭勃が挙兵して北上すると、文育は軍を率いて蕭勃を討った。新呉洞主の余孝頃が蕭勃に呼応して挙兵し、弟の余孝勱に郡城を守らせ、自らは豫章に進出して、石頭に拠った。蕭勃はその子の蕭孜に兵を率いて余孝頃と合流させ、また別に欧陽頠には苦竹灘に軍を駐屯させ、傅泰には墌口城に拠らせて、陳霸先の軍をはばんだ。文育は焦僧度と羊柬を派遣して上牢にあった余孝頃の艦隊を襲撃させ、その艦を奪うと、豫章に柵を立てさせた。軍の糧食が不足したため、周迪に書状を送って利害を説き、糧食を送らせた。文育は老弱の兵を古い舟に乗せて分乗させ、豫章郡に立てた柵を焼かせた後、偽って退去させた。余孝頃はこれを見て文育の軍に離反が起こったものと喜び、油断して備えを怠った。文育は間道を急行して、芊韶に進軍した。芊韶の上流には欧陽頠・蕭勃があり、下流には傅泰・余孝頃がいたが、文育はその中間を占拠して築城したため、敵軍を驚愕させた。欧陽頠は撤退して泥渓に入り、城を築いて守った。文育は厳威将軍の周鉄虎や長史の陸山才を派遣して欧陽頠を攻撃し、これを捕らえた。文育は欧陽頠を舟に乗せて宴会し、傅泰の城下を巡って示威すると、傅泰を攻撃して攻め落とした。蕭勃は南康で敗報を知り、その部下たちは動揺して混乱をきわめた。蕭勃の部将の譚世遠が蕭勃を斬って降伏しようとしたが、人に殺害された。譚世遠の軍主の夏侯明徹が蕭勃の首級を持って文育に降伏した。蕭孜と余孝頃はなおも石頭に拠って抵抗を続けていたが、文育は侯安都とともにこれを攻撃し、蕭孜は文育に降伏し、余孝頃は新呉に敗走した。広州の乱が平定されると、文育は豫章に帰還した。功績により鎮南将軍・開府儀同三司・都督江広衡交等州諸軍事・江州刺史に任じられた。
同年（永定元年）、陳が建国されると、文育は郢州に拠る王琳を討つべく南道都督となり、西道都督の侯安都と武昌で合流した。王琳と沌口で戦って敗れ、王琳に捕らえられた。永定2年（558年）、王琳の部下の宦官である王子晋を賄賂で籠絡して王琳のもとから逃げ帰った。まもなく使持節・散騎常侍・鎮南将軍・開府儀同三司の位を受け、寿昌県公に封じられた。
周迪が余孝頃を撃破したが、余孝頃の子の余公颺や弟の余孝勱がなおも旧柵に拠って抵抗を続けていたため、文育は周迪や黄法𣰰らとともにこれを討った。豫章郡内史の熊曇朗が軍を率いて合流したため、軍勢は1万人におよんだ。文育は呉明徹に水軍を率いさせ、周迪には軍の糧食を運ばせて、自らは軍を率いて象牙江に入り、金口に築城した。余公颺が500人を率いて偽降し、文育を捕らえようと図ったが、計画が発覚して余公颺は捕らえられ、建康に送られた。文育は舟を放棄して徒歩で進軍して三陂を占領した。永定3年（559年）、王琳が部将の曹慶に2000人の兵を与えて余孝勱の救援を図った。曹慶は部将の常衆愛を分遣して文育と対峙させ、自らは周迪と呉明徹の軍を攻撃した。周迪らが曹慶に敗れたため、文育は金口に退却した。熊曇朗はこの敗北により変心し、文育を殺害して常衆愛につこうと図った。文育の監軍の孫白象はこのことを知って、先んじて熊曇朗を殺すよう勧めたが、文育はその意見をしりぞけた。周迪は曹慶に敗れてから行方不明になっていたが、文育のもとに周迪の書状が届いたため、文育は喜んで熊曇朗に書状を見せた。その場で文育は熊曇朗に殺害された。享年は51。侍中・司空の位を追贈された。諡は忠愍といった。
子の周宝安が後を嗣いだ。

## 伝記資料
- 『陳書』巻8 列伝第2
- 『南史』巻66 列伝第56